# Махатма Мориа

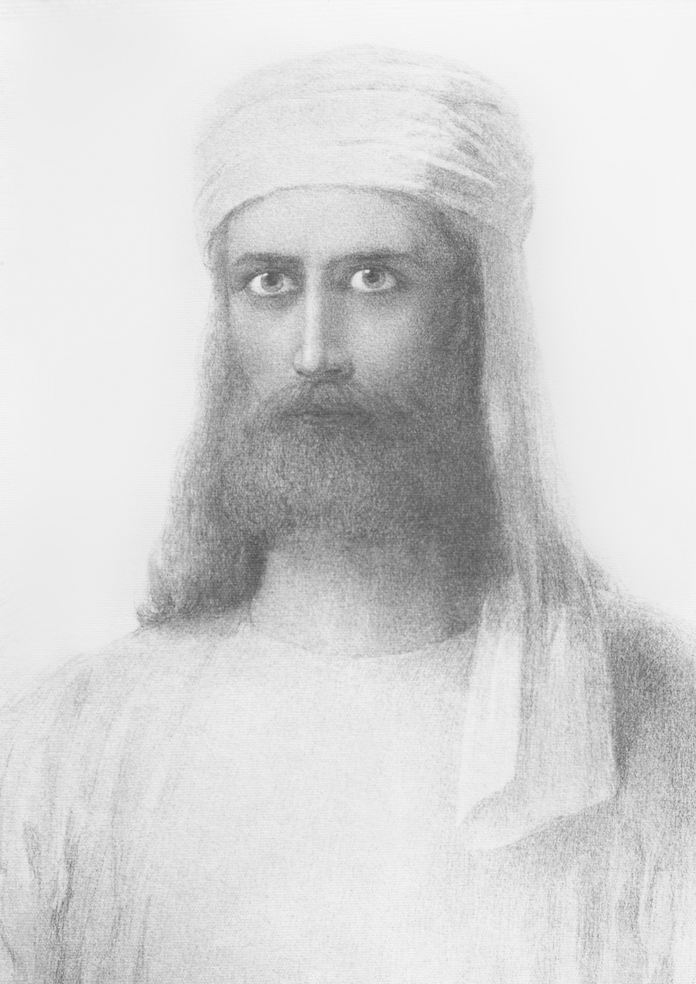
Учитель Мориа в представлении Германа Шмихена, 1884

Махатма Мориа (англ. Morya) — в теософии и Агни-Йоге (также Владыка Мориа, Морья, Мория, Владыка М., Махатма М., М. М.) — один из «Учителей Мудрости», в Учении вознесённых владык (под именем Эль Мория) — один из «Вознесённых Владык».
Первые упоминания о Махатме Мории принадлежат Елене Блаватской. По её заявлениям, Кут Хуми Лал Синг и Махатма Мория помогли ей основать Теософское общество. Внешность Махатмы Мории и личные встречи с ним были описаны в деталях различными теософами.
Современная историческая наука отмечает, что не имеется достаточных доказательств существования Учителей Блаватской. Также отсутствуют надёжные материальные свидетельства и несомненные факты, которые могли бы, по крайней мере, подтвердить существование людей, послуживших прообразами теософских махатм.

## Связь с Еленой Блаватской и Теософским обществом
Елена Блаватская писала, что махатмы Мориа и Кут Хуми тесно сотрудничали с ней в работе над её двумя трудами «Тайная доктрина — синтез науки, философии и религии» и «Разоблачённая Изида».
Блаватская утверждала, что Махатма Мориа с детства являлся ей в снах и видениях, и что 12 августа 1851 года, в день её двадцатилетия, в Гайд-парке (Лондон) состоялась их первая встреча. Графиня Констанс Вахтмейстер, вдова шведского посла в Лондоне, со слов Е. П. Блаватской передаёт подробности того разговора, в котором Учитель сказал, что ему «требуется её участие в работе, которую он собирается предпринять», а также, что «ей придётся провести три года в Тибете, чтобы подготовиться к выполнению этой важной задачи».
С 1852 по ок. 1854 год Блаватская провела в Индии. В своей книге «Из пещер и дебрей Индостана» Блаватская в литературной форме описала путешествия по Индии со своим Учителем, которого в книге она называет Такур Гулаб-Сингом.

### Письма Махатм
«Письма Махатм» представляют собой переписку двух Махатм с А. П. Синнетом, редактором индийской газеты «Пионер» и А. О. Хьюмом, орнитологом, высокопоставленным чиновником английской администрации в Индии. Переписка началась в 1880 году и продолжалась около пяти лет. Позже письма были собраны и изданы Тревором Баркером в 1923 году, уже после смерти Синнета, который по определённым причинам был против публикации переписки.

### Полемика о существовании махатм
Хотя многие участники Теософского общества в девятнадцатом веке описывали свои встречи с Махатмой Морией и другими Махатмами, само их существование большинство лиц и организаций (в их числе — Лондонское Общество психических исследований) подвергали сомнению даже в те времена.
Критики отмечают, что имеется мало доказательств того, что Учителя Блаватской когда-либо существовали.
Историк эзотеризма Кеннет Пол Джонсон утверждает, что «Учителя», о которых писала Блаватская и чьи письма представила, в действительности являются идеализациями тех людей, которые были её менторами. Джонсон заявляет, что «Учитель Мориа» — это Махараджа Ранбир Сингх из Кашмира, который был самым влиятельным королевским покровителем Теософского Общества. Махараджа Сингх умер в 1885 году.
Вместе с тем сестра Блаватской Вера Желиховская, со ссылкой на «Boston Courier» от 18 июля 1886 года, приводит следующее мнение семидесяти учёных-пандитов из Негапатама по поводу отчёта Лондонского Общества психических исследований, поставившего под сомнение существование Махатм:

«Мы, нижеподписавшиеся, были несказанно удивлены, прочитав „Отчет Психического Лондонского Общества“ о теософии. Смеем заявить, что существование Махатм, — иначе Садху, никоим образом не измышлено ни г-жей Блаватской и никем другим. Наши прапрадеды, жившие и умершие задолго до рождения m-me Blavatsky, имели полную веру в их существование и психические силы, знали их и видели. И в настоящие времена есть много лиц в Индии, не имеющих ничего общего с Теософическим Обществом, находящихся в постоянных сношениях с этими высшими существами (Superior Beings). Мы владеем многими средствами для доказательства этих достоверных фактов; но нет у нас ни времени, ни охоты доказывать это европейцам…»

Поскольку контакты с Учителем Морией во время жизни Блаватской были не только у неё одной, то после её смерти люди, занятые в теософском движении, продолжали заявлять, что они встречают Учителя или получают от него послания. В их числе были Уильям Куан Джадж, лидер Американской секции Теософского Общества, и Анни Безант, глава Европейской секции.

## Махатма Мориа в посттеософских движениях

### Агни-йога
Источниковая база Агни-йоги (Живой Этики) та же, что и «Тайной доктрины» Блаватской, переводчиком которой на русский язык была Елена Рерих. По утверждению создателей Живой Этики, Николая и Елены Рерихов, учение возникло в процессе общения между ними и «Великим Учителем», известным в теософских кругах под именем Махатмы Мории. Это общение продолжалось в 1920—1940 годы. Вопрос о существовании человека, которого можно было бы отождествить с рериховским Махатмой Морией, до настоящего времени также остаётся спорным. Из дневниковых записей Елены Рерих следует, что на первых этапах для общения использовалось так называемое автоматическое письмо, дальнейшие записи были получены путём яснослышания, которым, по её собственному утверждению, обладала Елена Рерих. Впоследствии она уверяла, что сама не пользовалась автоматическим письмом для контактов с Великим Учителем. Основу учения Агни-Йоги составляют 14 книг с текстами, описываемыми Еленой Рерих как записи этих бесед. Последняя из этих книг, «Надземное», была впервые опубликована в 1990 году.
Дневники Елены Рерих — это хроника её общения с Махатмой Морией, или Великим Владыкой: информация, полученная путём яснослышания, ответы на вопросы, видения и комментарии происходящего. Рерих считала себя ясновидящей и яснослышащей, однако не считала это медиумизмом и в письмах писала:
«Из книг Учения Вы можете видеть, насколько Владыка М. предупреждает против всякой магии и в каких сильных выражениях Владыка говорит против медиумизма и всяких насильственных механических приемов для открытия центров, рекомендуемых безответственными псевдооккультными школами. Там, где Владыка М., там нет ни механических приемов, ни магических знаков.»
Мнение почитателей Агни Йоги о контактах Елены Блаватской с Учителями нашло отражение в некоторых современных философских изданиях России. Так, доктор философских наук Виктор Фролов, ответственный секретарь Международного центра Рерихов, в статье «Краткого философского словаря» сообщает:

 Блаватская называла себя не творцом системы, а лишь проводником Высших Сил, хранителем сокровенных знаний Учителей, Махатм, от которых она получила все теософские истины.
Словарь «Русская философия» в статье о Елене Блаватской авторства сторонницы учения «Живой Этики» кандидата философских наук Ларисы Крашкиной даёт следующую трактовку сотрудничества Махатмы Мории с Блаватской:

В 1851 г. в Лондоне произошла встреча Блаватской с её Учителем Махатмой Мориа, потомком властителей Пенджаба в Индии … <…> По поручению Махатм Б.[лаватская] была первым вестником сокровенного знания на Западе.

### Учение Вознесённых Владык
Учение Вознесённых Владык ведет свои корни из теософии, а «Вознесенные Владыки» — это те, кого теософы называют «Учителями Мудрости», веря в их существование. Учение зародилось в 1930 году, когда Гай Баллард, по его утверждению, неожиданно встретился на горе Шаста с человеком, представившимся ему графом Сен-Жерменом, одним из Учителей, которые были представлены миру теософией после ухода Елены Блаватской. Как утверждал Баллард, Сен-Жермен сообщил ему, что принадлежит Братству Вознесенных Владык, которое среди других также включает Иисуса, Будду, Майтрейю и Эль Морию. Учения, переданные Сен-Жерменом Балларду, стали основой религиозного движения Я ЕСМЬ. Они были изданы Баллардом под псевдонимом Годфри Рэй Кинг в таких работах, как «Открытые тайны», «Магическое присутствие» и «Беседы о Я ЕСМЬ».
Считается, что Эль Мория играл важную роль и в других организациях, связанных с Учением Вознесенных Владык (в котором Эль Мория известен также как «Чохан Первого Луча»), основанным на работах Балларда. Джеральдин Иносэнт (Geraldine Innocente), основавшая «Мост К Свободе» (The Bridge to Freedom), утверждала, что получала послания от Эль Мории (первоначально они публиковались от имени Томаса Принца — Thomas Printz); Марк Профет и Элизабет Профет заявляли, что Эль Мория призвал их основать «Саммит Лайтхаус» (The Summit Lighthouse).